# G-Unit
G-Unit — (читается как Джи-Юнит) — американская хип-хоп-группа, сформирована в Куинсе, Нью-Йорк, рэперами 50 Cent, Lloyd Banks и Tony Yayo. Группа сформировалась благодаря появлению нескольких независимых микстейпов. G-Unit являлась частичной аббревиатурой и расшифровывается как «Guerilla Unit» или «Gangsta Unit» или «Gorilla Unit», в то время как расшифровка «Guerilla Unit» используется исключительно для марки одежды «G-Unit».
Под брендом «G-Unit» выпускалось несколько линий одежды, автор которых — известный дизайнер Марк Эко. Также с фирмой Reebok был заключён контракт на выпуск линии кроссовок под логотипом G-Unit.
Исполнительным продюсером группы является 50 Cent.

## История

### Начало карьеры
Основатели группы, 50 Cent, Lloyd Banks и Tony Yayo проживали в одном квартале. В то время у 50 Cent уже был контракт с лейблом. Но после нападения на 50 Cent, в котором он получил 9 пулевых ранений, лейбл расторг с ним контракт.

### После покушения
После покушения, 50 Cent вступает в Interscope Records благодаря своему дебютному альбому «Get Rich or Die Tryin'», после которого он и основал лейбл G-Unit Records, вернувшись назад в группу. Группа на достигнутом успехе не остановилась, она продолжала усердно работать, работала в студиях, выпуская микстейпы. Самые выдающиеся работы того времени были: «50 Cent Is the Future» (2002), «No Mercy, No Fear» (2002), «God’s Plan» (2002), «Automatic Gunfire» (2003).

### Первый альбом
В то время, пока один из основателей G-Unit, Tony Yayo, отбывал срок в тюрьме за незаконное хранение оружия, в группу вступает рэпер Young Buck, с которым записан был дебютный альбом уже всего состава G-Unit — «Beg for Mercy» (2003). Этот альбом оказался успешным, было продано более 6 миллионов копий по всему миру.

## G-Unit Records
После выпуска альбома Get Rich or Die Tryin', 50 Cent открыл свой лейбл, под названием «G-Unit Records». Он подписал на лейбл, совместно с Aftermath Entertainment, нового рэпера — Game. Но после, в связи с возникшими разногласиями, Game покинул G-Unit Records и Aftermath Entertainment. Позже к лейблу присоединились Spider Loc, Mobb Deep, M.O.P., Freeway, LL Cool J и другие.

## Дискография
- Beg for Mercy (2003)
- T·O·S (Terminate on Sight) (2008)

## Награды
- Vibe Awards
  - 2004 — Best Group — G-Unit[5]
- AVN Awards
  - 2005 — Best Interactive DVD — Groupie Love
  - 2005 — Best Music — Groupie Love by Lloyd Banks